# أندي دو
أندي دو (بالإنجليزية: Andy Dow)‏ هو لاعب كرة قدم بريطاني في مركز ظهير ‏، ولد في 7 فبراير 1973 في دندي في المملكة المتحدة. شارك مع منتخب اسكتلندا تحت 21 سنة لكرة القدم. أما مع النوادي، فقد لعب مع برادفورد سيتي وتشيلسي وريث روفرز ونادي أبردين ونادي اربوراث ونادي دندي ونادي سانت ميرين ونادي ماذرويل ونادي هيبرنيان.

## وصلات خارجية
- أندي دو على موقع قاعدة بيانات كرة القدم.إي يو (الإنجليزية)
- أندي دو على موقع Soccerbase.com (لاعب) (الإنجليزية)
- أندي دو على موقع عالم كرة القدم.نت (الإنجليزية)